# Volksdagblad (China)

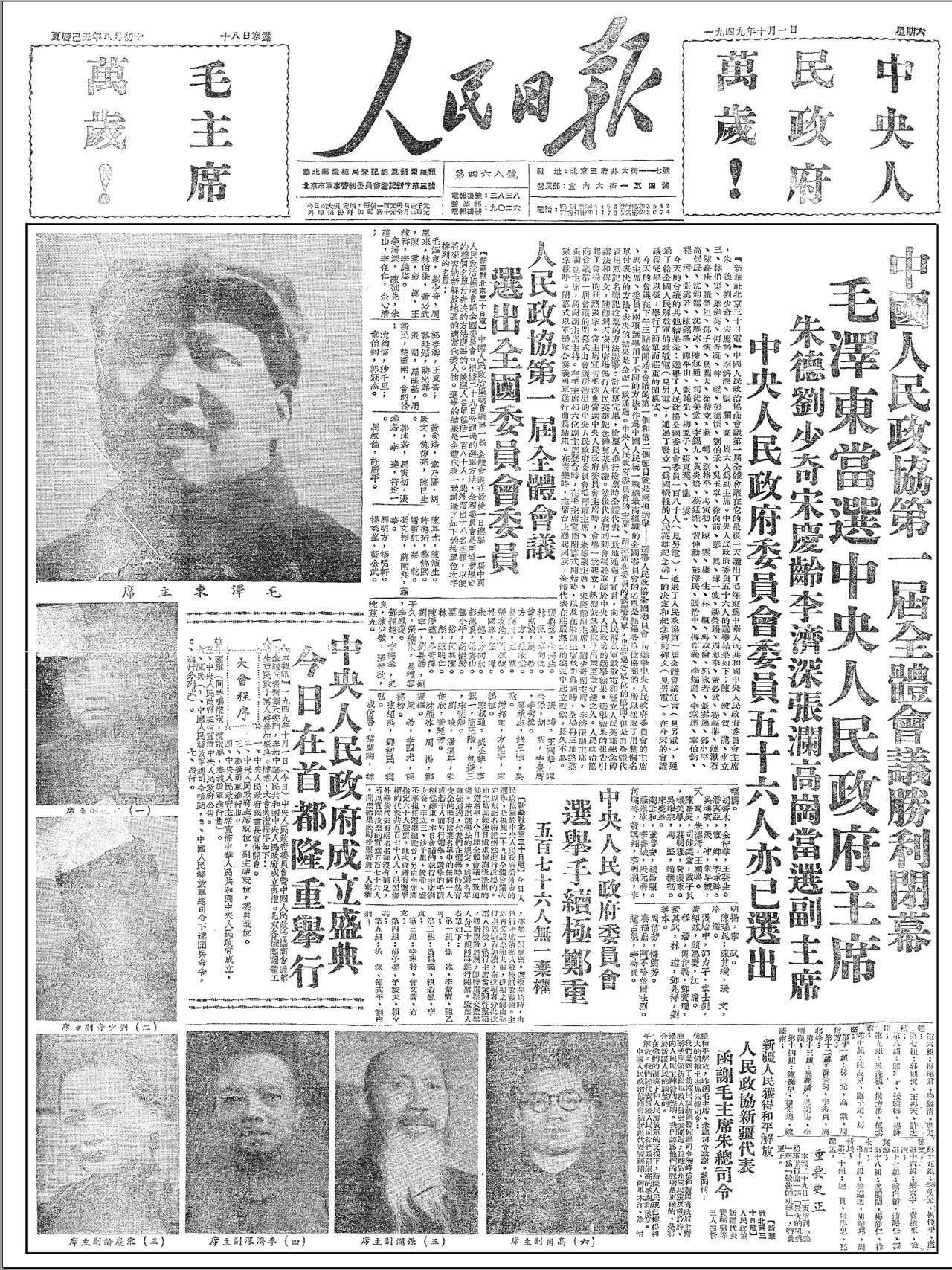
De editie van 1 oktober 1949

Het Volksdagblad of (in pinyin) Rénmín Rìbào (Chinees: 人民日報 / 人民日报) is een van de grootste landelijke Chineestalige kranten in de Volksrepubliek China. Het is de officiële spreekbuis van het Centraal Comité van de Communistische Partij van China en de Communistische Partij van China. Naast de nationale Chineestalige editie van de krant, bestaan er ook verschillende edities buiten de Volksrepubliek. Die edities gebruiken Engels, Japans, Frans, Spaans, Russisch, Arabisch of Koreaans als schrijftaal. De eerste edities van het Volksdagblad werden vanaf 15 juni 1948 gedrukt in Shijiazhuang. Vanaf maart 1949 werd de krant in de hoofdstad Beijing gedrukt.
In 1997 werd de website van de krant opgericht, genaamd Volkswebsite (人民网). De website is in het traditioneel Chinees, vereenvoudigd Chinees, Tibetaans, Mongools, Oeigoers (aangepast Arabisch alfabet), Kazachs (aangepast Arabisch alfabet), Yi, Zhuang, Engels, Japans, Frans, Spaans, Russisch, Arabisch en in het Koreaans.
Buiten de Volksrepubliek wordt de krant gedrukt in Frankfurt am Main, Seoel, Tokyo, San Francisco, New York, Los Angeles, Parijs, Toronto, Melbourne, Sishui en Jakarta.

## Overzeese Editie Europa
De Volksdagblad Overzeese Editie Europa (人民日报海外版欧洲刊) is de Europese variant van het Volksdagblad. De schrijftaal is vereenvoudigd Chinees. De krant wordt gedrukt in Frankfurt am Main (Duitsland) en Parijs. De perskantoren van de Europese variant zijn te vinden in Frankfurt am Main, Londen, Utrecht, Parijs, München en Hamburg.
Hoewel de krant gratis mee te nemen is in Chinese supermarkten en restaurants in Europa, staan er op de kranten de vaste prijs van twee euro.
De eerste drie pagina's bevatten alleen nieuws over politiek en media van de Volksrepubliek China. Daarna worden wisselend nieuws van de Volksrepubliek en Europese landen beschreven. Thema's die steeds terugkomen zijn beleidsplannen van de Communistische Partij van China, Chinese politiek, wereldwijde media over China, Chinese cultuur, Chinees-Europese economie, Chinese taal, Chinese geneeskunde, reisgebieden van China en overzeese Chinezen.
In het "Europese Journaal" (欧洲刊) dat in het Volksdagblad Overzeese Editie Europa te vinden is, wordt nieuws over overzeese Chinezen in Groot-Brittannië, Frankrijk, Duitsland en Nederland beschreven. In "Jingpin" (精品) worden activiteiten van Chinese organisaties en verenigingen in Europa beschreven. Ook worden in dat stuk politieke handelingen van ambassades, consulaten en overheidsinstituten tussen de Volksrepubliek China en Europese landen beschreven.